# Гришко Павло Савич
Павло́ Са́вич Гришко́ (нар. 22 грудня 1916 — пом. 14 грудня 1944) — радянський військовик часів Другої світової війни, командир взводу 2-го стрілецького батальйону 81-го гвардійського стрілецького полку 25-ї гвардійської стрілецької дивізії (7-ма гвардійська армія, Другий Український фронт), гвардії лейтенант. Герой Радянського Союзу (1945).

## Життєпис
Народився 22 грудня 1916 року в селі Небелівка Уманського повіту Київської губернії (нині — село Новоархангельського району Кіровоградської області) в селянській родині. Українець. Здобув неповну середню освіту.
1936 року вступив до Гайсинського військового піхотного училища, яке закінчив у 1938 році. Брав участь у вторгненні РСЧА до Польщі 1939 року й радянсько-фінській війні 1939–1940 років.
Початок німецько-радянської війни молодший лейтенант П. С. Гришко зустрів на радянсько-румунському державному кордоні. У складі військ Південного фронту брав участь в оборонних боях на півдні України, на рубежі річки Південний Буг був контужений, потрапив у полон. Перебував у концентраційному таборі, що знаходився у виробках Уманського цегельного заводу («Уманська яма»), звідки здійснив втечу. Повернувшись до рідного села, вступив до партизанського загону імені Сталіна під командуванням П. Й. Матвеєва (Суського). Після з'єднання партизанського загону з частинами Червоної армії, включений до резерву офіцерського складу 53-ї армії. Закінчив військову школу, отримав військове звання «лейтенант».
Особливо командир взводу 2-го стрілецького батальйону 81-го гвардійського стрілецького полку 25-ї гвардійської стрілецької дивізії гвардії лейтенант П. С. Гришко відзначився під час боїв на території Угорщини. При прориві оборони супротивника північно-східніше Будапешта з 5 по 8 грудня 1944 року та виході на річку Дунай, взвод П. С. Гришка увесь час йшов попереду батальйону. В бою поблизу міста Вац 8 грудня, коли командир роти отримав важке поранення, лейтенант Гришко перебрав командування ротою на себе. 14 грудня передові частини полку підійшли до населеного пункту Алаг — сильно укріпленого пункту оборони на підступах до Будапешка. Рота під командуванням Гришка стрімкою атакою першою увірвалась до населеного пункту й зав'язала важкий вуличний бій, діючи попереду основних сил полку. Відбиваючи контратаку ворога при підтримці танків і бронетранспортерів, лейтенант П. С. Гришко вогнем зі свого автомата знищив десант на першому танку, змусивши механіка-водія відступити. Під час наступного бою зв'язкою гранат підбив ворожий танк, однак сам був смертельно поранений.
Похований в братській могилі в села Алаг (Угорщина).

## Нагороди і почесні звання
Указом Президії Верховної Ради СРСР від 28 квітня 1945 року за зразкове виконання бойових завдань командування на фронті боротьби з німецько-фашистськими загарбниками та виявлені при цьому відвагу і героїзм, гвардії лейтенантові Гришку Павлу Савичу присвоєне звання Героя Радянського Союзу (посмертно).